# Siège de Vérone
Guerre des Goths (535-553)
Batailles
- Palerme (535)
- Naples (536)
- Rome (537-538)
- Vérone (541)
- Faventia (542)
- Mucellium (542)
- Naples (542-543)
- Rome (546)
- Rome (549-550)
- Sena Gallica (551)
- Taginae (552)
- Vésuve (552)
- Volturno (554)

Le siège de Vérone est un affrontement entre les armées byzantines et ostrogothes lors de la guerre des Goths. Menés par Totila, les Ostrogoths parviennent à défendre avec succès la ville contre l'armée byzantine supérieure en nombre. Le siège marque le début d'une période de reconquête par les Ostrogoths des territoires qu'ils ont perdus en Italie, jusqu'à la mort de Totila en juin 552.

## Contexte
À la suite de l'avènement sur le trône ostrogoth de Totila, Justinien demande à ses généraux de poursuivre la conquête des territoires encore aux mains des Ostrogoths en Italie. En 541, ceux-ci ne contrôlent qu'un territoire réduit, centré sur Vérone et Pavie. Les généraux byzantins Johannes, Bessas, Vitalius et Artabazes réunissent donc des forces éparpillées dans les garnisons des grandes villes d'Italie et marchent sur Vérone avec 12 000 hommes.

## Siège
Grâce à l'aide d'un notable de la ville, nommé Marcianus, les Byzantins parviennent rapidement à entrer dans la ville. Durant la nuit, celui-ci ouvre secrètement les portes de Vérone à l'armée byzantine. Une petite troupe de 100 hommes commandée par Artabazes pénètre alors dans la cité et force la garnison ostrogothe à battre en retraite.
Après cette capture apparemment rapide de la ville, les chefs byzantins se disputent le butin, si bien que la force principale reste dans le camp militaire installé à l'extérieur de la ville. Lorsque les Ostrogoths découvrent le nombre réel de byzantins ayant entré dans la ville, ils reviennent avec des renforts emmenés par Totila et reprennent la ville, infligeant de lourdes pertes aux hommes d'Artabazes.

## Conséquences
Après cette défaite, les Byzantins lèvent le siège et se replient vers le fleuve Pô. Totila lance alors une contre-attaque et les défait à la bataille de Faventia.

## Source de la traduction
- (en) Cet article est partiellement ou en totalité issu de l’article de Wikipédia en anglais intitulé « Siege of Verona » (voir la liste des auteurs).